# San Cristóbal de la Barranca
San Cristóbal de la Barranca es una localidad mexicana perteneciente al municipio homónimo, al centro-norte del estado de Jalisco. Se ubica entre las coordenadas 20°57’30’’ a 21°08’20’’ de latitud norte y 103°10’09’’ a 103°38’35’’ de longitud oeste, a una altitud de 844 metros sobre el nivel del mar. Es también la cabecera del municipio homónimo.

## Hidrografía
Los recursos hidrológicos del municipio son los ríos Santiago, Juchipila, Cuixtla, Mezquital del Oro y Patitos; los arroyos de Mojoneras, Cuates, Agua Prieta, Fresno, La Trinidad, Saucillo, Terrero, Carrizalillo, Las Pilas, Guayabo, El Limón y, Cántaros. 
Existen también algunos manantiales de aguas termales y géiseres.

## Reseña histórica
Antes de la llegada de los españoles esta región estaba habitada por tribus barranqueñas que dependían del cacique de Xochitepec, Goaxicar.
En 1530 llegó a este lugar el capitán Cristóbal de Oñate del ejército de Nuño de Guzmán. En 1538, siendo gobernador de la Nueva Galicia el Lic. Diego Pérez de la Torre, la población se sublevó. El gobernador en persona organizó la batida de los insurrectos, pero fueron derrotados. En 1540, los habitantes de este lugar participaron en la Guerra del Mixtón.
Desde la segunda mitad del siglo XVI hasta las primeras décadas del siglo XIX, San Cristóbal de la Barranca tuvo carácter de corregimiento. En su “Descripción de la Nueva Galicia”, Domingo Lázaro de Arregui se refiere a San Cristóbal de la Barranca en los siguientes términos: “Por la parte de debajo de esta jurisdicción de Tlacotlán, 3 leguas poco más o menos de Guadalajara al norte, por otro camino de los que van a Zacatecas y de la otra banda del río, está el pueblo de San Cristóbal en la misma barranca que hace el río, que es muy honda, por lo cual le llamaron de la Barranca. Es cabecera de este corregimiento y tiene pueblos: Tecsistlán, Copala, San Esteban, Ixcatlán y San Juan...; y estos pueblos son de poca gente...” “Sacan los indios de esta jurisdicción miel de maguey. Y son todos muy pocos los pueblos de esta banda; son doctrina de clérigos del partido de Ocotlán. A los demás los administran frailes de San Francisco del convento de Xuchipila”.
Cabe señalar que estos datos se refieren al año 1621, fecha en que se realizó la mencionada obra.
En 1825 tenía ayuntamiento y pertenecía al departamento de Zapopan del 1.er. cantón de Guadalajara; quedó integrado a este cantón desde este año hasta la supresión de esa forma de organización político-territorial.
En 1838 tenía categoría de pueblo; y en 1895 con la misma categoría comprendía 13 comisarías de policía.
El actual poblado data de 1875, año en que un fuerte temblor destruyó al anterior. Producido por el volcán el Ceboruco, a las 11:30 p. m. del 11 de febrero del citado año se escuchó un ruido subterráneo, suscitándose enseguida un temblor trepidatorio que se repitió a los cinco minutos, quedando la población en ruinas. Ahí se fundó de nuevo el poblado.
No se conoce la fecha de su erección como municipio, aunque el decreto del 1 de mayo de 1886, en que se indica la División Territorial y Política del Estado de Jalisco, ya lo menciona como tal.

## Clima y vegetación
El clima de esta región es muy cálido, al estar ubicado en lo bajo de una barranca. Generalmente se clasifica como clima tropical de sabana Aw. El verano es húmedo y el invierno seco. Las temperaturas en verano son extremadamente altas (superando los 40° comúnmente) y con un clima muy húmedo, lo que puede hacer que la sensación térmica sea insoportable. 
Vegetacion
La vegetación de esta región es la selva baja caducifolia, que permanece muy seca la mayor parte del año, aunque en verano suele ponerse verde. también abundan cactus y nopales. dando una apariencia pseudo-desertica.